# William Aiton

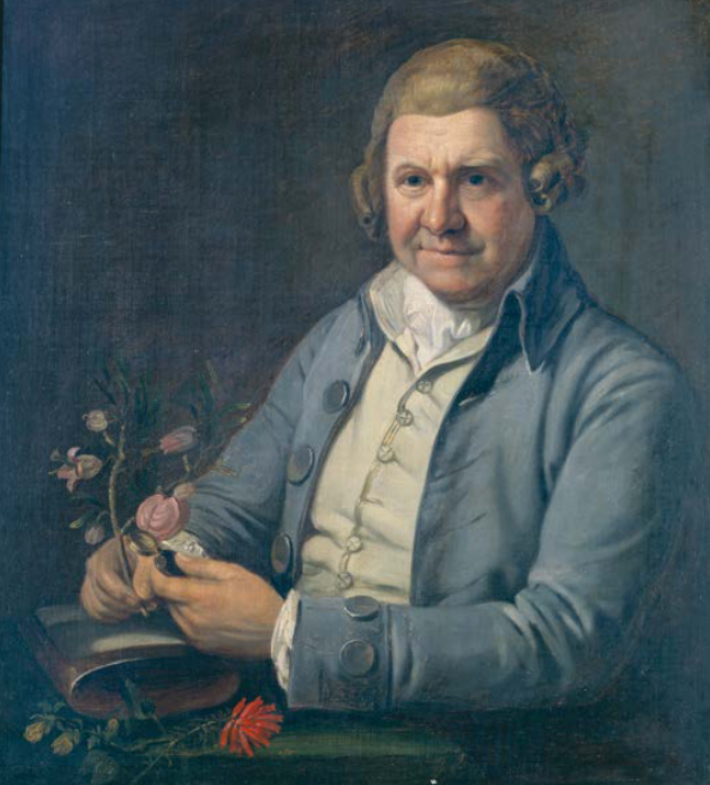
William Aiton

William Aiton (* 1731 bei Hamilton, Schottland; † 1. Februar 1793 in Kew, England) war ein britischer Botaniker. Sein offizielles botanisches Autorenkürzel lautet „Aiton“; früher wurde es auch „Ait.“ abgekürzt.

## Leben und Wirken
William Aiton wurde von dem Botaniker Philip Miller ausgebildet und in der Folge dessen Assistent. Im Jahr 1754 reiste er nach Hawaii. Nach seiner Rückkehr wurde er Hauptgärtner des Chelsea Physic Garden, des zweitältesten Botanischen Gartens in England. 1759 wurde er Vorsteher des Botanischen Gartens in Kew, den er mit rastlosem Eifer, von königlicher Freigebigkeit unterstützt, zu dem reichsten in der Welt erhob.
Sein Hortus Kewensis (1789) enthält die Beschreibung von 6000 Pflanzen, worunter sich 14 neue Gattungen und fast 500 neue Arten befanden. Kürze, Genauigkeit und Sicherheit der Charakteristik machen dieses Werk zum Muster. Herausgeber der von 1810 bis 1813 erschienenen zweiten Auflage dieses Werkes war sein Sohn William Townsend Aiton, der Gärtner war und seinem Vater als Vorsteher des Botanischen Gartens in Kew nachfolgte.

## Schriften (Auswahl)
- Hortus kewensis; or, a catalogue of the plants cultivated in the Royal botanic garden at Kew. 3 Bände, George Nicol, London 1789 (Digitalisat).

## Ehrungen
Carl Peter Thunberg benannte 1776 Aiton zu Ehren die Gattung Aitonia Thunb. aus der Familie der Mahagonigewächse (Meliaceae).